# سوبرانتسى
سوبرانتسى (بالسلوفاكية: Sobrance)‏ مدينة في شرق سلوفاكيا وتتبع إقليم كوشيتسه.

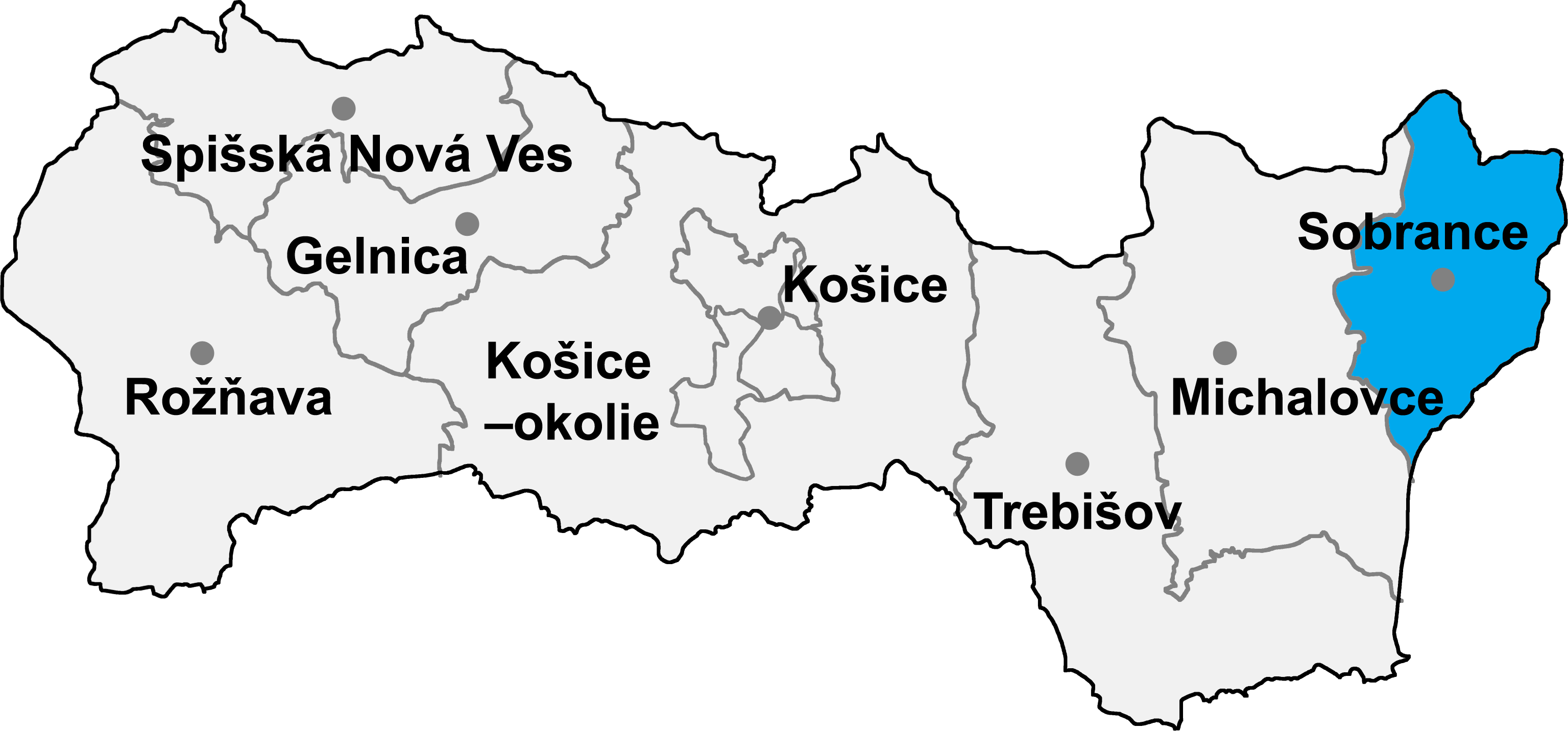
موقع سوبرانتسى في إقليم كوشيتسه